# Himalayanötväcka
Himalayanötväcka (Sitta himalayensis) är en fågel i familjen nötväckor inom ordningen tättingar.

## Utseende och läten
Himalayanötväckan är en liten (12 cm), kompakt och relativt kortnäbbad. Liksom flera andra arter är den matt blågrå ovan. I ansiktet syns ett brett svart ögonstreck som vidgar sig bakom ögat, ofta med ett smutsvitt ögonbrynsstreck ovan. Kinder och strupe är vitaktiga, mot resten av undersidan övergående i kanelorange. Samma färg syns även på örontäckarna. Diagnostiskt är vitt på centrala stjärtfjädrarna, men detta är svårt att se. Bland lätena hörs gnissliga "nit" och mjukare "chak".

## Utbredning
Fågeln förekommer i Himalaya, i Indien från nordvästra Himachal Pradesh (Chamba) i Indien till nordöstra Arunachal Pradesh samt i Nagaland och vidare söderut till södra Mizoram. Den påträffas även i västra och nordöstra Myanmar och närliggande delar av södra Kina (södra Xizang och västra Yunnan) samt nordvästra Vietnam i nordvästra Tonkin (Fan Si Pan). Enstaka fynd från östra Myanmar och norra Laos tros möjligen vara besökare utanför häckningstid.

Himalayanötväckans utbredningsområde.

## Systematik
Tidigare inkluderades även victorianötväckan (S. victoriae) i arten på basis av vitt i stjärten, men de skiljer sig stort i övrigt och förekommer båda kring Victoriaberget i Myanmar, även om de skiljs åt höjdledes. DNA-studier visar att himalayanötväckan är systerart till en grupp arter kring nötväckan, där även naganötväcka och kashmirnötväcka ingår. Den behandlas som monotypisk, det vill säga att den inte delas in i några underarter.

Jämförelse av det vitas utbredning på stjärten på himalayanötväcka och victorianötväcka.

## Levnadssätt
Himalayanötväckan påträffas i tempererade löv- och blandskogar i bergstrakter. Den lever av insekter, men även nötter och frön. Fågeln ses ensam eller i par, sommartid och tidig höst även i flockar med upp till tio individer. Häckning sker från mitten av mars till början av maj på Indiska subkontinenten, troligen ungefär samma tid i nordöstra Myanmar. Arten är stannfågel, men rör sig mot lägre regioner under vintern.

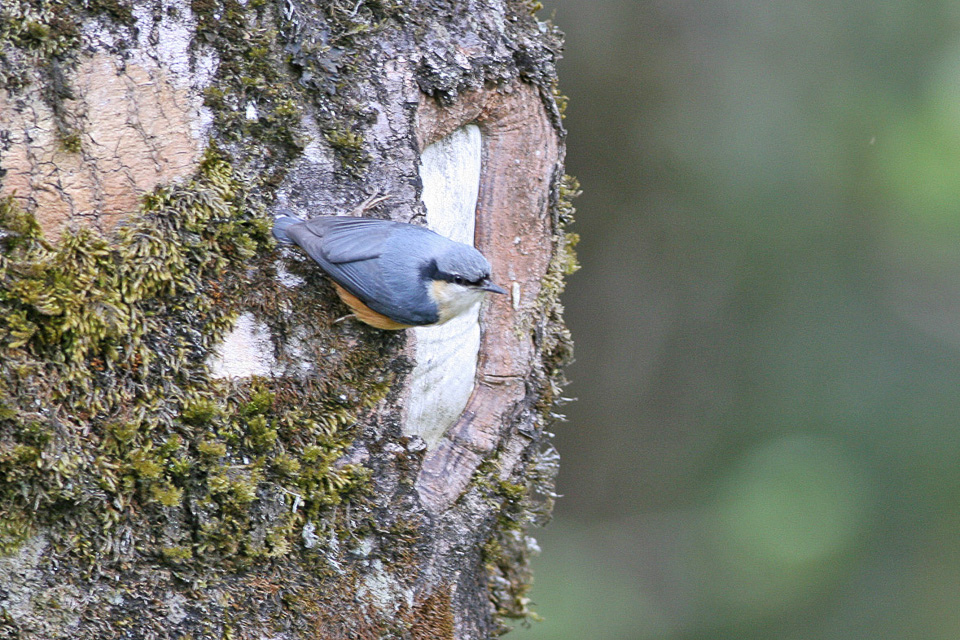

## Status och hot
Arten har ett stort utbredningsområde och en stor population, men tros minska i antal till följd av habitatförstörelse och fragmentering, dock inte tillräckligt kraftigt för att den ska betraktas som hotad. Internationella naturvårdsunionen IUCN kategoriserar därför arten som livskraftig (LC). Världspopulationen har inte uppskattats men den beskrivs som vanlig i Himalaya och ganska vanlig till sällsynt i andra områden.